# Liste der deutschen Botschafter in Guinea
Die Liste der deutschen Botschafter in Guinea enthält die Botschafter der Bundesrepublik Deutschland in Guinea. Sitz der Botschaft ist in Conakry.
Bis 2003 war die Botschaft auch für Sierra Leone zuständig.
| Name                    | Amtszeit  | Anmerkungen           |
| ----------------------- | --------- | --------------------- |
| Herbert Schröder        | 1959–1961 |                       |
| Karl-Heinz Wever        | 1962–1966 |                       |
| Walter Haas             | 1966–1969 |                       |
| Johann Christian Lankes | 1968–1970 |                       |
| Horst Uhrig             | 1975–?    |                       |
| Martin Florin           | 1978–     |                       |
| Bernhard Zimmermann     | 1981–     |                       |
| Peter Truhart           | 1984–1987 |                       |
| Bernd Borchardt         | 1987–1988 | Geschäftsträger a. i. |
| Hubert Beemelmans       | 1988–1992 |                       |
| Walter Jürgen Schmid    | 1992–1994 |                       |
| Hans-Günter Gnodtke     | 1995–1996 |                       |
| Pius Fischer            | 1996–2001 |                       |
| Reinhard Buchholz       | 2001–2003 |                       |
| Dirk Baumgartner        | 2003–2006 |                       |
| Karl Prinz              | 2006–2011 |                       |
| Hartmut Krausser        | 2011–2015 |                       |
| Matthias Veltin         | 2015–2019 |                       |
| Ulrich Meier-Tesch      | 2019–2024 |                       |
| Irene Biontino          | seit 2024 |                       |